# 地球大气层

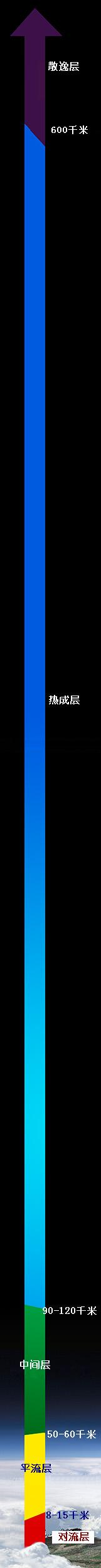
地球大气层

地球大气层（通常只简称为大气层、大气圈或大气）是因地球引力束缚而聚攏在地球的行星表面（陸地及海洋）外侧的一层气体混合物，其中还悬浮有不定量的液态气溶胶和固态颗粒物形成云、雾和霾等天气现象。地球大氣層从里向外可以分对流层、平流层（同温层）、中间层、增温层（电离层的主体）和散逸层五个区域，没有确切的上界，在离地表2,000—16,000（1,200—9,900英里）的高空仍有稀薄的气体和基本粒子。在洞穴、土壤和某些岩层中也会存有少量氣體，也可視同大气圈的組成部分。
地球大气层的气态部分统称空气，现今主要成分為氮（摩尔浓度约78.1%）、氧（20.8%）、氩（0.934%）、水蒸气（0~3%，湿度会因局部温度和气压波动而变化）、二氧化碳（0.04%）和比例不到0.03%的微量氣體（如氦、甲烷、氪等）。地球大气圈气体的总质量约为5.15×1018（5.15×1015公噸），相当于地球总质量的0.86ppm，由于重力作用幾乎全部都集中在离地面100（62英里）的增溫層下，其中99%在低於25—30（16—19英里）以內。地球大氣相比于其它天体大气层的高密度使其压强也相當驚人，海平面每平方米所受的空氣壓力高達11公噸（24,000磅），而每立方米空氣的質量則可達1.29（2.8磅）之多。
作为地球表面最外侧的部分，大氣層可以降低太陽輻射对地表的直接照射强度，尤其是臭氧层可以屏蔽很大一部分高频紫外線（全部的UV-C和大部分UV-B）的电离辐射，其中的温室气体也可以蓄热減少昼夜極端溫差的出現。同时大气层还可以物理弹开或燃烧掉一些进入的较小天体，降低灾难性撞击事件的概率。大气层的化学成分和为地表提供的辐射、温度与物理缓冲功能是地球上生物存活和生态系统得以延续不可或缺的基础，因此大气层的状态是行星适居性的一个关键指标。大气层的状态变化所导致的气候变化也是生物圈每次集群灭绝、辐射和演替的主要原因，是地球上生物演化的一个主要推手。

## 大氣的組成
地球早期的大氣層與現今的大氣層完全不相同，富含火山噴發氣體，例如二氧化碳。部分地球大氣可能源於太陽系之外。現在的大氣層只含有極少量的二氧化碳，而富含氧氣。其改變原因是早期的生命形式——微生物體吸入二氧化碳而排出氧氣。這些微生物聚集在一起合稱為藍綠藻，依靠光合作用製造能量，它們與早期那些製造氧氣的有機體極為類似。

### 原始大氣
地球初期的大气层主要是一些在地球形成过程中被吸积的太阳星云气体，其成分主要是氢气（H2）、氦气（He）和一些简单的氢化物，比如水（H2O）、甲烷（CH4）和氨（NH3），与现今的气态巨行星（木星和土星）相似，但氢气和氦气因其分子量太轻无法被地球重力束缚通常会随时逃逸到外太空。
1953年，哈羅德·尤里和史丹利·米勒完成生命起源的經典實驗米勒-尤里實驗，發現將甲烷、氨、氫和水的混合經過放電後，會變成許多的有機化合物，包括生命必需的成份——氨基酸。

### 早期大氣
在冥古宙晚期，因为地表冷却固化后形成岩层地壳阻隔了大量地热能，加上当时太阳辐射较弱（据估计只有现在强度的70%），大气层也随即冷却，气温降低使得空气中的水蒸气大多凝结落下变成液态的地表水（在当时是一个超级海洋）。进入太古宙后，火山释气和后期重轰炸期大量小行星撞击地表为大气层中新注入了大量的水、氮气（N2）、一氧化碳（CO）、二氧化碳（CO2）、硫化氢（H2S）、二氧化硫（SO2）和各种惰性气体（主要是氖、氩和氪），而二氧化硫比二氧化碳更容易溶解在水中變成溶液，因此大氣中主要剩下的是氮气、二氧化碳、甲烷和氨气以及少量由甲烷与氨气发生反应产生的氰化氢（HCN）。因为这时地表、海洋和大气中都存在大量可以迅速被氧化的还原剂物质，大气层和海洋中都几乎没有任何游离态的氧气（因为随时会被还原移除），所以也被称作“还原性大气”（reducing atmosphere）或“有生物前的大气”（prebiotic atmosphere）。

### 現今大氣

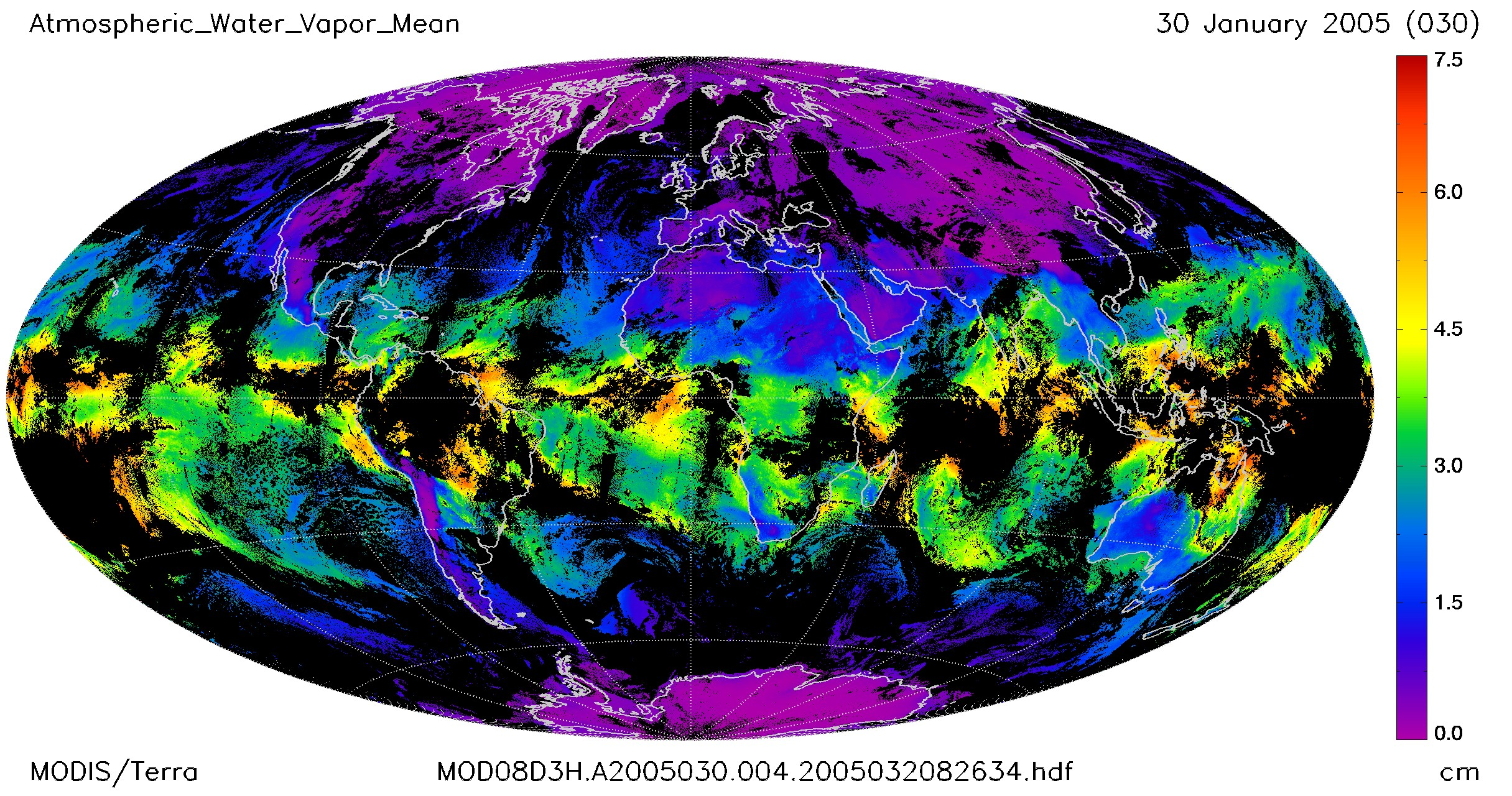
大氣水氣分布圖（平均值）

在约37亿年前的古太古代，已知最古老的生命在深海热泉附近出现，在当时主要利用化合作用获取能量。之后出现了可以通过紫膜质（视黄醛衍生物）或菌绿素（卟啉衍生物）进行不产氧光合作用的古菌和细菌，使得这些早期微生物的菌毯得以扩展到远离深海的浅海和潮间带。在约35亿年前，能够利用叶绿素光解水分子进行产氧光合作用的蓝绿菌出现，并在之后近十亿年间不断释放双氧这个活性极强的副产物，最终耗尽了地表所有的还原剂（包括亚铁、硫、硫化氢和甲烷等）后使得游离态的氧气首次长期出现在海洋和空气中。氧气的出现一方面不利于当时以厌氧菌为主的生物圈，另一方面因为大气甲烷被大量氧化成二氧化碳使得温室效应锐减（甲烷的全球变暖潜势约为84，即作为温室气体比二氧化碳强84倍），加上当时太阳辐射较弱和地热活动可能恰好处于低谷期，使得全球气温骤降进入了一个长达三亿年的大冰期——休伦大冰期。这极端的气候变化也很可能造成了生命史上最严重的一次集群灭绝（虽然是原核微生物），但也因为环境选择压力的改变导致了好氧菌和真核生物的演化。在休伦冰期终于消退后，地球在元古宙中期进入了一个演化速度较慢的“无聊十亿年”，这期间大气和海洋中虽有游离氧气但浓度很低（只有现今水平的1～2%），反而有毒的硫化物很多。
在“无聊十亿年”结束后，演化出固氮能力的蓝绿菌和更能适应多变环境的真核光养生物（特别是绿藻、红藻和灰藻等原始质体生物）重新出现繁盛并大量产生新的氧气，这大规模的光合固碳活动大大降低了二氧化碳的温室效应，结合地质活动一起在新元古代 再次引发了一个历时一亿年的全球性大冰期——成冰纪的雪球地球事件。而氧气浓度的骤增（至少达到现今水平的10%）也使其三原子同素异构体——臭氧也得以长期存在并在平流层形成了对地表有辐射保护的臭氧层。这使得生物圈在成冰纪大冰期退却后的埃迪卡拉纪得以出现目前所知最早的复杂多细胞生物演化辐射事件——阿瓦隆大爆发。
在进入显生宙后，由被内陆地表水体的水位波动留在河岸带的淡水绿藻（轮藻）演化出的早期有胚植物（主要是非维管的苔藓植物）在奥陶纪开始登上陆地长期定殖，在志留纪和泥盆纪出现维管植物的迅速辐射并在之后的石炭纪形成茂密的湿地煤炭森林。这些可以充分利用阳光直接照射的陆生植物的繁盛使得大气层的氧气浓度首次超过10%（现今水平的一半），甚至在石炭纪达到了远高于现今水平的35%，也为之后陆生动物的登陆和陆地生态系统的繁盛创造了条件。
现今大气层的主要成份為氮和氧，两者占了空气摩尔浓度的99%，剩下的不足1%的成份为氬、水蒸气、二氧化碳以及各种稀薄气体。水蒸气和二氧化碳的組成比率会因時、地和气候不同而有所差異，其中近年来因为人类砍伐森林和工业化对化石能源的燃烧使用导致二氧化碳變動率最大。大氣不是密度均勻，是以海平面的密度最大，往上密度逐降，大氣約50％集中在海拔5.6（18,000英尺）內，約80％集中在海拔13（43,000英尺）以內。
| 氣體              | 佔有量（體積比）        | 對生物的好處                                                                 |
| ----------------- | ----------------------- | ---------------------------------------------------------------------------- |
| 氮氣（N2）        | 78.084 %                | 可通过闪电和微生物固氮为植物提供生产氨基酸必需的铵和硝酸盐，以維持其生長     |
| 氧氣（O2）        | 20.946 %                | 真核生物呼吸作用的原料，还可氧化助燃                                         |
| 氬氣（Ar）        | 0.934 %                 |                                                                              |
| 二氧化碳（CO2）   | 0.0398 %                | 光合作用原料，产生溫室效應                                                   |
| 氖氣（Ne）        | 0.001818 %              |                                                                              |
| 氦氣（He）        | 0.000524 % = 5.24 ppm   |                                                                              |
| 甲烷（CH4）       | 0.000179 % = 1.79 ppm   | 产生温室效应                                                                 |
| 氪氣（Kr）        | 0.000114 % = 1.14 ppm   |                                                                              |
| 氫氣（H2）        | 0.000055 % = 0.55 ppm   |                                                                              |
| 一氧化二氮（N2O） | 0.0000325 % = 0.325 ppm |                                                                              |
| 一氧化碳（CO）    | 0.00001 % = 0.10 ppm    |                                                                              |
| 氙氣（Xe）        | 0.000009 % = 0.09 ppm   |                                                                              |
| 臭氧（O3）        | 0.000004 % = 0.04 ppm   | 直接接触会危害人的身体健康，但在高空臭氧层中可抵擋对生物有害的紫外線电离辐射 |
| 二氧化氮（NO2）   | 0.000002 % = 0.02 ppm   |                                                                              |
| 碘氣（I2）        | 0.000001 % = 0.01 ppm   |                                                                              |
| 氨氣（NH3）       | -                       |                                                                              |
| 水蒸氣（H2O）     | 0 % ~ 4 %               | 形成天氣現象并维持水循环，也可产生温室效应                                   |

## 大氣壓力
由地心引力對地球表面的一群混和氣體所作的作用力即為大氣壓力，故以在地表最大，愈往高處壓力愈小。氣壓在海平面的平均值約1.01×105帕（或稱巴斯卡，Pascal，簡稱Pa，國際單位制中的壓力單位，1帕=1牛頓/米2），相當於76公分汞柱，也就是一般所稱的一大氣壓。
大氣壓力依高度遞減，在低空中每上升5.5公里，壓力約減二分之一。

## 大氣層垂直結構

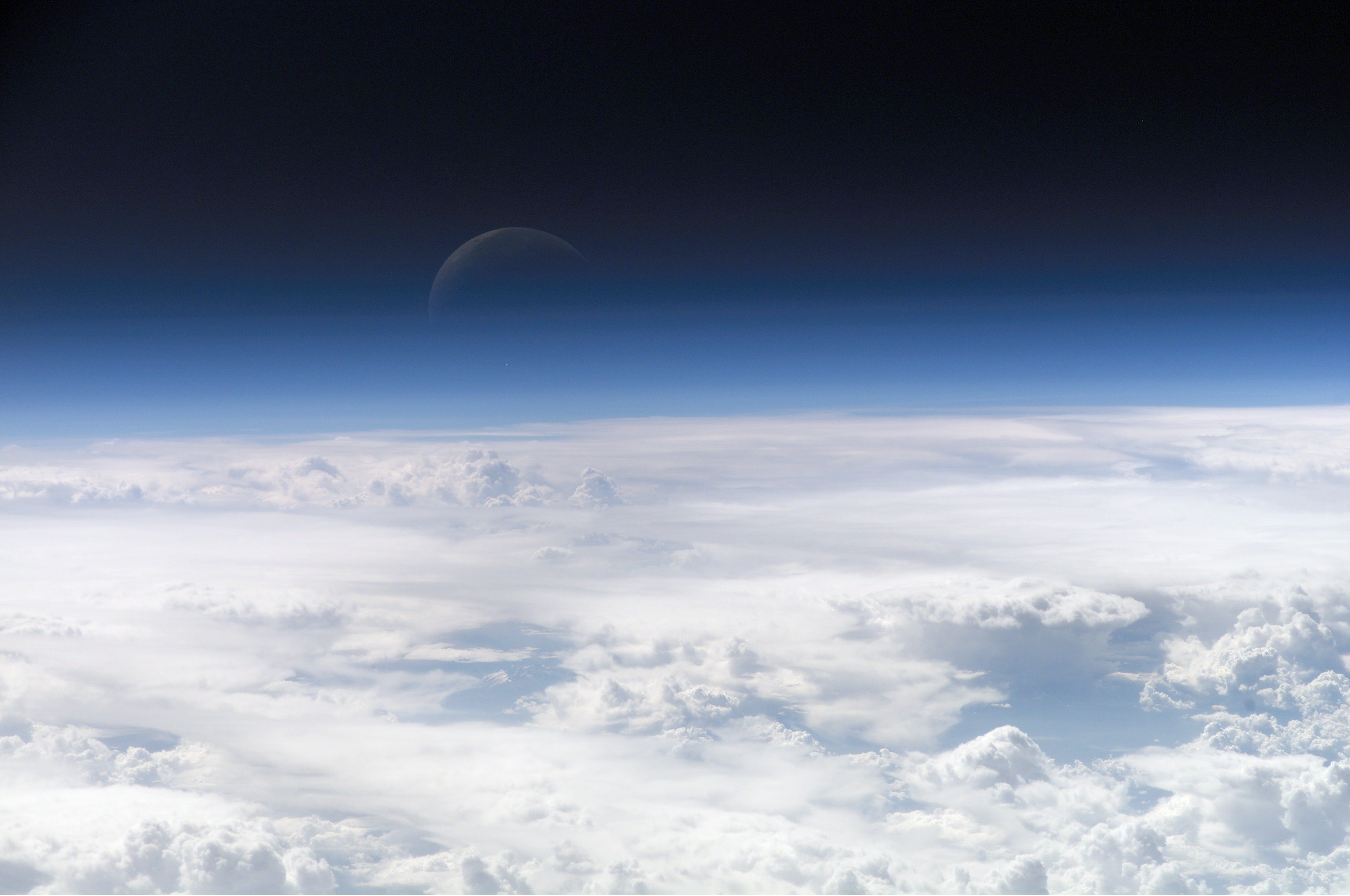
相对其他颜色的光而言，大气中的气体散射蓝色光较多。所以从外层空间来看，地球就有一层蓝色光晕。正是因为如此，天空大多数时候也是蓝色的。

大氣層垂直結構大致可分為對流層、平流層、中氣層、增溫層及外氣層，分述如下：

### 對流層
最接近地面的大氣層稱為對流層，包括大气边界层和自由大气，平均高度約10公里。對流層高度隨緯度變化，在赤道最高約為15公里，極地最低約8公里。顧名思義，對流層是對流最旺盛的區域，也是天氣現象發生的地方。大氣中的水氣，約有80%存在於對流層，因此它也是蒸發、雲、雨等最經常出現的區域。平均而言，對流層溫度隨高度降低，每上升100公尺，溫度下降約0.6℃。

### 平流層
含有臭氧，具有吸收紫外線功能，保護地球上所有生物的生存和地表免於受陽光中強烈的紫外線致命的侵襲，又叫同溫層。因為在同溫層內部的臭氧層有吸收太陽輻射的功能，在此層的氣溫會隨高度增加。

### 中氣層
此層主要成份有臭氧、氧、二氧化碳、氮的氧化物，這些部份是由光化學作用引起之產物，故又稱：光化層。溫度隨高度上升而下降。

### 增溫層
又稱熱氣層，空氣極稀薄，而離子特別多。溫度相當高，且隨高度升高而溫度升高。

### 外氣層
外太空的起點，含元素中最輕的兩種氣體：氫（H）及氦（He）。

## 空氣污染

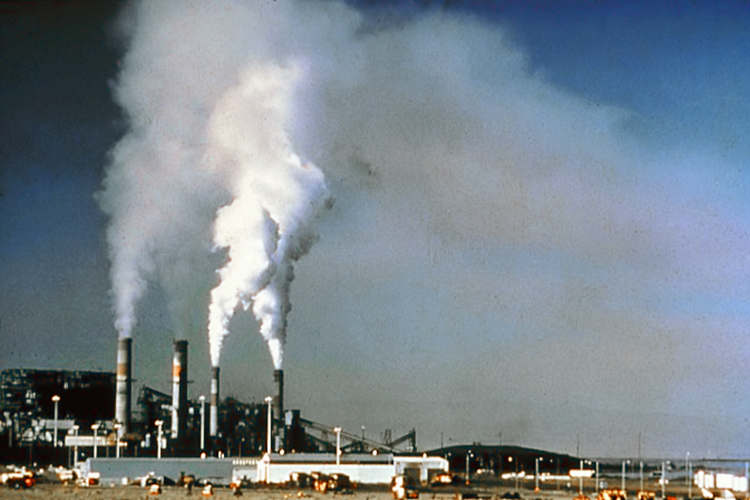
在装置硫氧化物过滤器前，这座在新墨西哥州的发电厂排放了过量的二氧化硫。

指大氣中某些物質超過一定的限量，或多出某些物質的現象。空氣污染的程度取決於污染源、大氣的轉移及接受物。

### 污染源
- 碳的氧化物：如一氧化碳、二氧化碳。

燃燒石化燃料所产生的物質是空氣污染最主要的來源，因為燃烧所产生的二氧化碳若是過多，会引起溫室效应。汽車引擎中，汽油燃烧不完全会排放出一氧化碳，当一氧化碳进入肺部，它比氧更容易与血紅素形成稳定的化合物，降低血液运送氧氣的功能，严重的话会造成窒息死亡。
- 硫的氧化物：如二氧化硫、三氧化硫。

大气主要污染物之一。当二氧化硫和三氧化硫溶於水中，會形成亞硫酸和硫酸，这是酸雨的主要成分。由于煤和石油通常都含有硫化合物，因此燃烧时会生成二氧化硫。二氧化硫具有酸性，可与空气中的其他物质反应，生成微小的亚硫酸盐和硫酸盐颗粒。当人体吸入这些洨时，它们将聚集于肺部，是呼吸系统症状和疾病、呼吸困难，以及过早死亡的一个原因。
- 氮的氧化物：如一氧化氮、二氧化氮。
- 烴類：如苯、汽油等。
- 塵埃與颗粒物。

### 大氣的轉移
意謂大氣減輕空氣污染的天然程序；雖然大氣能夠減輕污染，但有其極限，並不是無止盡的清除。

### 接受物
指對污染接受的程度，接觸污染物的歷程很重要，有些生物體內的功能，可以排除某些污染物，然而也有的污染物會積存在身體內，導致生病或死亡。

## 外部連結
- NASA atmosphere models
- NASA's Earth Fact Sheet（页面存档备份，存于）
- American Geophysical Union: Atmospheric Sciences（页面存档备份，存于）
- Outreach of the GEOmon project See how Earth atmosphere is observed and monitored by a European project that combines many approaches.
- Stuff in the Air（页面存档备份，存于） Find out what the atmosphere contains.
- Layers of the Atmosphere（页面存档备份，存于）
- Answers to several questions of curious kids related to Air and Atmosphere（页面存档备份，存于）
- The AMS Glossary of Meteorology（页面存档备份，存于）
- Paul Crutzen Interview（页面存档备份，存于） Free video of Paul Crutzen Nobel Laureate for his work on decomposition of ozone talking to Harry Kroto Nobel Laureate by the Vega Science Trust.